# Earth (album de Jefferson Starship)
Pour les articles homonymes, voir Earth.
Albums de Jefferson Starship
Spitfire
(1976) Freedom at Point Zero
(1979)
Earth est un album de Jefferson Starship sorti le 6 février 1978. Après sa sortie, Marty Balin, Grace Slick et John Barbata quittent le groupe.

## Titres
| 1. | Love Too Good  | Gabriel Robles  | Craig Chaquico | 6:03 |
| 2. | Count on Me    | Jesse Barish    | Barish         | 3:14 |
| 3. | Take Your Time | Grace Slick     | Pete Sears     | 4:08 |
| 4. | Crazy Feelin'  | Barish          | Barish         | 3:38 |
| 5. | Skateboard     | Slick, Chaquico | Chaquico       | 3:18 |

| 6. | Fire          | Marty Balin, Trish Robbins         | David Freiberg, Sears                            | 4:44 |
| 7. | Show Yourself | Slick                              | Slick                                            | 4:36 |
| 8. | Runaway       | N. Q. Dewey                        | Dewey                                            | 5:18 |
| 9. | All Nite Long | Paul Kantner, Balin, Barish, Slick | Kantner, John Barbata, Sears, Chaquico, Freiberg | 6:28 |

## Musiciens
- Grace Slick : chant, piano
- Paul Kantner : chant, guitare rythmique
- Marty Balin : chant
- John Barbata : batterie, percussions, chant
- Craig Chaquico : guitares, chant
- David Freiberg : basse, claviers, chant
- Pete Sears : basse, claviers
- Gene Page : cordes, cuivres
- Jesse Barish : chœurs